# 2012-es férfi kézilabda-Európa-bajnokság

A piros színnel jelzett országok csapatai jutottak ki az Eb-re.

A 2012-es férfi kézilabda-Európa-bajnokságot január 15. és 29. között rendezték meg Szerbiában. A címvédő a francia válogatott volt. Az Európa-bajnokság első három helyezett csapata, a már kvalifikált Spanyolország és Franciaország kivételével, indulási jogot szerzett a 2013-as férfi kézilabda-világbajnokságra. Magyarország a C csoportban szerepelt, ahonnan csoportmásodikként jutott a középdöntőbe. A válogatott a középdöntőben a csoportjában a  negyedik helyen végzett, összesítésben az Eb nyolcadik helyén zárt. A tornát Dánia nyerte, története során másodszor.

## Selejtezők
A selejtezők 2010 októberében kezdődtek, és 2011 júniusában fejeződtek be. A selejtezőben részt vevő huszonnyolc csapatot négy kalapba rangsorolták, majd ezek után sorsolták hét csoportba őket. Az egy kalapban szereplő csapatok, a selejtező során nem találkozhatnak egymással. Mindegyik csoportból két csapat jutott ki az Eb-re.

### Kijutott csapatok
| Ország        | Kvalifikáció joga   | Kvalifikáció ideje   | Eddigi EB-részvételek száma1                             |
| ------------- | ------------------- | -------------------- | -------------------------------------------------------- |
| Szerbia       | Házigazda           | 2008. szeptember 27. | 6 (19962, 19982, 20022, 20043, 20063, 2010)              |
| Franciaország | Címvédő             | 2010. január 31.     | 9 (1994, 1996, 1998, 2000, 2002, 2004, 2006, 2008, 2010) |
| Magyarország  | 1. csoport győztese | 2011. március 13.    | 7 (1994, 1996, 1998, 2004, 2006, 2008, 2010)             |
| Horvátország  | 2. csoport győztese | 2011. március 13.    | 9 (1994, 1996, 1998, 2000, 2002, 2004, 2006, 2008, 2010) |
| Svédország    | 4. csoport győztese | 2011. június 8.      | 8 (1994, 1996, 1998, 2000, 2002, 2004, 2008, 2010)       |
| Dánia         | 7. csoport győztese | 2011. június 8.      | 8 (1994, 1996, 2000, 2002, 2004, 2006, 2008, 2010)       |
| Oroszország   | 7. csoport második  | 2011. június 8.      | 8 (1994, 1996, 1998, 2000, 2002, 2004, 2008, 2010)       |
| Norvégia      | 6. csoport győztese | 2011. június 8.      | 4 (2000, 2006, 2008, 2010)                               |
| Németország   | 5. csoport győztese | 2011. június 8.      | 9 (1994, 1996, 1998, 2000, 2002, 2004, 2006, 2008, 2010) |
| Szlovákia     | 4. csoport második  | 2011. június 9.      | 2 (2006, 2008)                                           |
| Spanyolország | 2. csoport második  | 2011. június 9.      | 9 (1994, 1996, 1998, 2000, 2002, 2004, 2006, 2008, 2010) |
| Csehország    | 6. csoport második  | 2011. június 11.     | 6 (1996, 1998, 2002, 2004, 2008, 2010)                   |
| Macedónia     | 1. csoport második  | 2011. június 12.     | 1 (1998)                                                 |
| Lengyelország | 3. csoport győztese | 2011. június 12.     | 5 (2002, 2004, 2006, 2008, 2010)                         |
| Szlovénia     | 3. csoport második  | 2011. június 12.     | 8 (1994, 1996, 2000, 2002, 2004, 2006, 2008, 2010)       |
| Izland        | 5. csoport második  | 2011. június 12.     | 6 (2000, 2002, 2004, 2006, 2008, 2010)                   |

1 Félkövéren amikor megnyerte a csapat a tornát
2 Jugoszlávia néven
3 Szerbia és Montenegró néven

## Helyszínek
Az Európa-bajnokság mérkőzéseit négy szerb városban rendezik meg (Belgrád, Niš, Újvidék és Versec).
| Belgrád                                             | Belgrád                                               | Niš                                                        |
| --------------------------------------------------- | ----------------------------------------------------- | ---------------------------------------------------------- |
| Pionir Hall                                         | Belgrade Arena                                        | Čair Sports Center                                         |
| Befogadóképesség: 8 150                             | Befogadóképesség: 23 000                              | Befogadóképesség: 7 000                                    |
| Az A csoport mérkőzéseinek helyszíne                | Az 1. csoport és a helyosztók mérkőzéseinek helyszíne | A B csoport mérkőzéseinek helyszíne                        |
|                                                     |                                                       |                                                            |
| Újvidék                                             | Versec                                                | Belgrád (2) Versec Újvidék Niš A helyszínek elhelyezkedése |
| Spens Sports Center                                 | Millennium Center                                     | Belgrád (2) Versec Újvidék Niš A helyszínek elhelyezkedése |
| Befogadóképesség: 11 500                            | Befogadóképesség: 5 000                               | Belgrád (2) Versec Újvidék Niš A helyszínek elhelyezkedése |
| A C csoport és a 2. csoport mérkőzéseinek helyszíne | A D csoport mérkőzéseinek helyszíne                   | Belgrád (2) Versec Újvidék Niš A helyszínek elhelyezkedése |
|                                                     |                                                       | Belgrád (2) Versec Újvidék Niš A helyszínek elhelyezkedése |

## Játékvezetők
A 12 játékvezető-párost 2011. szeptember 12-én jelölték ki Bécsben.
| Nemzet | Játékvezetők                   |
| ------ | ------------------------------ |
| CZE    | Václav Horáček Jiří Novotný    |
| DEN    | Per Olesen Lars Ejby Pedersen  |
| FRA    | Nordine Lazaar Laurent Reveret |
| GER    | Lars Geipel Marcus Helbig      |
| ISL    | Hlynur Leifsson Anton Pálsson  |
| MKD    | Slave Nikolov Gjorgi Nachevski |

| Nemzet | Játékvezetők                        |
| ------ | ----------------------------------- |
| NOR    | Kenneth Abrahamsen Arne Kristiansen |
| ROU    | Sorin-Laurenţiu Dinu Constantin Din |
| RUS    | Yevgeniy Zotin Nikolay Volodkov     |
| SRB    | Nenad Nikolić Dušan Stojković       |
| SVN    | Nenad Krstić Peter Ljubič           |
| ESP    | Óscar Raluy Ángel Sabroso           |

## Sorsolás
A csoportbeosztást 2011. június 15-én készítették el Belgrádban.
| A csoport Belgrád (Két helyszín) | B csoport Niš        | C csoport Újvidék       | D csoport Versec        |
| -------------------------------- | -------------------- | ----------------------- | ----------------------- |
| Lengyelország                    | Németország          | Franciaország           | Horvátország (kijelölt) |
| Dánia                            | Svédország           | Magyarország (kijelölt) | Norvégia                |
| Szerbia (kijelölt)               | Csehország           | Spanyolország           | Izland                  |
| Szlovákia                        | Macedónia (kijelölt) | Oroszország             | Szlovénia               |

## Csoportkör
A 16 csapatot négy darab, egyenként négy csapatból álló csoportba sorsolták. A csoportokból az első három helyezett jutott tovább a középdöntőbe. A középdöntőben a 12 továbbjutó csapat két darab hatos csoportot alkotott, amelyben csak azok a csapatok játszottak egymás ellen, amelyek a csoportkör során nem találkoztak. A csoportkörből az egymás elleni eredményeket a csapatok magukkal vitték. A középdöntő első két helyezettje az elődöntőbe jutott, a harmadik helyezettek az ötödik helyért mérkőztek.

### A csoport
| Hely. | Csapat        | M | Gy | D | V | G+ | G– | Gk  | P | Továbbjutás |
| ----- | ------------- | - | -- | - | - | -- | -- | --- | - | ----------- |
| 1.    | Szerbia       | 3 | 2  | 1 | 0 | 67 | 61 | +6  | 5 | Középdöntő  |
| 2.    | Lengyelország | 3 | 2  | 0 | 1 | 86 | 72 | +14 | 4 | Középdöntő  |
| 3.    | Dánia         | 3 | 1  | 0 | 2 | 78 | 76 | +2  | 2 | Középdöntő  |
| 4.    | Szlovákia     | 3 | 0  | 1 | 2 | 70 | 92 | −22 | 1 |             |

| 2012. január 15. 18:15 | Lengyelország | 18–22       | Szerbia           | Pionir Hall, Belgrád Nézőszám: 4000 Játékvezetők: Raluy, Sabroso (ESP) |
| 2012. január 15. 18:15 | Bielecki 4    | (7–11)      | Vujin, Nikčević 6 | Pionir Hall, Belgrád Nézőszám: 4000 Játékvezetők: Raluy, Sabroso (ESP) |
| 2012. január 15. 18:15 | 2× 3×         | Jegyzőkönyv | 4× 3×             | Pionir Hall, Belgrád Nézőszám: 4000 Játékvezetők: Raluy, Sabroso (ESP) |

| 2012. január 15. 20:15 | Dánia      | 30–25       | Szlovákia | Pionir Hall, Belgrád Nézőszám: 4000 Játékvezetők: Zotin, Volodkov (RUS) |
| 2012. január 15. 20:15 | Lindberg 7 | (15–12)     | Valo 6    | Pionir Hall, Belgrád Nézőszám: 4000 Játékvezetők: Zotin, Volodkov (RUS) |
| 2012. január 15. 20:15 | 4× 3×      | Jegyzőkönyv | 2× 2×     | Pionir Hall, Belgrád Nézőszám: 4000 Játékvezetők: Zotin, Volodkov (RUS) |

| 2012. január 17. 18:15 | Szlovákia | 24–41       | Lengyelország | Pionir Hall, Belgrád Nézőszám: 3500 Játékvezetők: Krstić, Ljubič (SLO) |
| 2012. január 17. 18:15 | Kukučka 5 | (13–17)     | Tkaczyk 8     | Pionir Hall, Belgrád Nézőszám: 3500 Játékvezetők: Krstić, Ljubič (SLO) |
| 2012. január 17. 18:15 | 5× 3× 1×  | Jegyzőkönyv | 3× 3×         | Pionir Hall, Belgrád Nézőszám: 3500 Játékvezetők: Krstić, Ljubič (SLO) |

| 2012. január 17. 20:15 | Szerbia | 24–22       | Dánia                  | Pionir Hall, Belgrád Nézőszám: 5000 Játékvezetők: Lazaar, Reveret (FRA) |
| 2012. január 17. 20:15 | Ilić 8  | (10–12)     | Christiansen, Hansen 4 | Pionir Hall, Belgrád Nézőszám: 5000 Játékvezetők: Lazaar, Reveret (FRA) |
| 2012. január 17. 20:15 | 2× 3×   | Jegyzőkönyv | 4× 3×                  | Pionir Hall, Belgrád Nézőszám: 5000 Játékvezetők: Lazaar, Reveret (FRA) |

| 2012. január 19. 18:15 | Lengyelország | 27–26       | Dánia      | Pionir Hall, Belgrád Nézőszám: 3500 Játékvezetők: Leifsson, Pálsson (ISL) |
| 2012. január 19. 18:15 | Tkaczyk 7     | (10–14)     | Mogensen 4 | Pionir Hall, Belgrád Nézőszám: 3500 Játékvezetők: Leifsson, Pálsson (ISL) |
| 2012. január 19. 18:15 | 5× 3×         | Jegyzőkönyv | 5× 3×      | Pionir Hall, Belgrád Nézőszám: 3500 Játékvezetők: Leifsson, Pálsson (ISL) |

| 2012. január 19. 20:15 | Szerbia      | 21–21       | Szlovákia       | Pionir Hall, Belgrád Nézőszám: 4900 Játékvezetők: Zotin, Volodkov (RUS) |
| 2012. január 19. 20:15 | Prodanović 5 | (13–6)      | három játékos 4 | Pionir Hall, Belgrád Nézőszám: 4900 Játékvezetők: Zotin, Volodkov (RUS) |
| 2012. január 19. 20:15 | 5× 3×        | Jegyzőkönyv | 3× 3×           | Pionir Hall, Belgrád Nézőszám: 4900 Játékvezetők: Zotin, Volodkov (RUS) |

### B csoport
| Hely. | Csapat      | M | Gy | D | V | G+ | G– | Gk | P | Továbbjutás |
| ----- | ----------- | - | -- | - | - | -- | -- | -- | - | ----------- |
| 1.    | Németország | 3 | 2  | 0 | 1 | 77 | 74 | +3 | 4 | Középdöntő  |
| 2.    | Macedónia   | 3 | 1  | 1 | 1 | 76 | 71 | +5 | 3 | Középdöntő  |
| 3.    | Svédország  | 3 | 1  | 1 | 1 | 83 | 84 | −1 | 3 | Középdöntő  |
| 4.    | Csehország  | 3 | 1  | 0 | 2 | 77 | 84 | −7 | 2 |             |

| 2012. január 15. 17:30 | Németország | 24–27       | Csehország | Čair Sports Center, Niš Nézőszám: 3800 Játékvezetők: Abrahamsen, Kristiansen (NOR) |
| 2012. január 15. 17:30 | Kaufmann 5  | (9–14)      | Jícha 7    | Čair Sports Center, Niš Nézőszám: 3800 Játékvezetők: Abrahamsen, Kristiansen (NOR) |
| 2012. január 15. 17:30 | 3× 3×       | Jegyzőkönyv | 3× 3×      | Čair Sports Center, Niš Nézőszám: 3800 Játékvezetők: Abrahamsen, Kristiansen (NOR) |

| 2012. január 15. 19:30 | Svédország | 26–26       | Macedónia            | Čair Sports Center, Niš Nézőszám: 4000 Játékvezetők: Lazaar, Reveret (FRA) |
| 2012. január 15. 19:30 | Ekberg 6   | (14–13)     | Aluševski, Lazarov 7 | Čair Sports Center, Niš Nézőszám: 4000 Játékvezetők: Lazaar, Reveret (FRA) |
| 2012. január 15. 19:30 | 6× 3×      | Jegyzőkönyv | 6× 3×                | Čair Sports Center, Niš Nézőszám: 4000 Játékvezetők: Lazaar, Reveret (FRA) |

| 2012. január 17. 18:15 | Macedónia | 23–24       | Németország | Čair Sports Center, Niš Nézőszám: 4000 Játékvezetők: Leifsson, Pálsson (ISL) |
| 2012. január 17. 18:15 | Lazarov 7 | (12–12)     | Kaufmann 6  | Čair Sports Center, Niš Nézőszám: 4000 Játékvezetők: Leifsson, Pálsson (ISL) |
| 2012. január 17. 18:15 | 4× 3×     | Jegyzőkönyv | 7× 3× 1×    | Čair Sports Center, Niš Nézőszám: 4000 Játékvezetők: Leifsson, Pálsson (ISL) |

| 2012. január 17. 20:15 | Csehország | 29–33       | Svédország | Čair Sports Center, Niš Nézőszám: 2050 Játékvezetők: Raluy, Sabroso (ESP) |
| 2012. január 17. 20:15 | Jícha 7    | (17–19)     | Ekberg 10  | Čair Sports Center, Niš Nézőszám: 2050 Játékvezetők: Raluy, Sabroso (ESP) |
| 2012. január 17. 20:15 | 4× 3×      | Jegyzőkönyv | 6× 4×      | Čair Sports Center, Niš Nézőszám: 2050 Játékvezetők: Raluy, Sabroso (ESP) |

| 2012. január 19. 18:15 | Németország  | 29–24       | Svédország        | Čair Sports Center, Niš Nézőszám: 2800 Játékvezetők: Krstić, Ljubič (SLO) |
| 2012. január 19. 18:15 | Gensheimer 9 | (20–15)     | Ekdahl du Rietz 8 | Čair Sports Center, Niš Nézőszám: 2800 Játékvezetők: Krstić, Ljubič (SLO) |
| 2012. január 19. 18:15 | 5× 3×        | Jegyzőkönyv | 2× 3×             | Čair Sports Center, Niš Nézőszám: 2800 Játékvezetők: Krstić, Ljubič (SLO) |

| 2012. január 19. 20:15 | Csehország     | 21–27       | Macedónia | Čair Sports Center, Niš Nézőszám: 4000 Játékvezetők: Abrahamsen, Kristiansen (NOR) |
| 2012. január 19. 20:15 | Jícha, Horák 5 | (12–12)     | Lazarov 7 | Čair Sports Center, Niš Nézőszám: 4000 Játékvezetők: Abrahamsen, Kristiansen (NOR) |
| 2012. január 19. 20:15 | 6× 3×          | Jegyzőkönyv | 3× 2×     | Čair Sports Center, Niš Nézőszám: 4000 Játékvezetők: Abrahamsen, Kristiansen (NOR) |

### C csoport
| Hely. | Csapat        | M | Gy | D | V | G+ | G– | Gk | P | Továbbjutás |
| ----- | ------------- | - | -- | - | - | -- | -- | -- | - | ----------- |
| 1.    | Spanyolország | 3 | 2  | 1 | 0 | 83 | 77 | +6 | 5 | Középdöntő  |
| 2.    | Magyarország  | 3 | 1  | 2 | 0 | 81 | 78 | +3 | 4 | Középdöntő  |
| 3.    | Franciaország | 3 | 1  | 0 | 2 | 77 | 79 | −2 | 2 | Középdöntő  |
| 4.    | Oroszország   | 3 | 0  | 1 | 2 | 82 | 89 | −7 | 1 |             |

| 2012. január 16. 18:15 | Franciaország | 26–29       | Spanyolország   | Spens Sports Center, Újvidék Nézőszám: 5000 Játékvezetők: Dinu, Din (ROU) |
| 2012. január 16. 18:15 | Fernandez 7   | (13–15)     | három játékos 4 | Spens Sports Center, Újvidék Nézőszám: 5000 Játékvezetők: Dinu, Din (ROU) |
| 2012. január 16. 18:15 | 2× 3×         | Jegyzőkönyv | 3× 3×           | Spens Sports Center, Újvidék Nézőszám: 5000 Játékvezetők: Dinu, Din (ROU) |

| 2012. január 16. 20:15 | Magyarország | 31–31       | Oroszország | Spens Sports Center, Újvidék Nézőszám: 6000 Játékvezetők: Nikolić, Stojković (SRB) |
| 2012. január 16. 20:15 | Császár 8    | (19–19)     | Csipurin 5  | Spens Sports Center, Újvidék Nézőszám: 6000 Játékvezetők: Nikolić, Stojković (SRB) |
| 2012. január 16. 20:15 | 6× 3×        | Jegyzőkönyv | 7× 3×       | Spens Sports Center, Újvidék Nézőszám: 6000 Játékvezetők: Nikolić, Stojković (SRB) |

| 2012. január 18. 18:15 | Oroszország | 24–28       | Franciaország | Spens Sports Center, Újvidék Nézőszám: 3500 Játékvezetők: Horáček, Novotný (CZE) |
| 2012. január 18. 18:15 | Csipurin 7  | (11–16)     | Narcisse 6    | Spens Sports Center, Újvidék Nézőszám: 3500 Játékvezetők: Horáček, Novotný (CZE) |
| 2012. január 18. 18:15 | 3× 3×       | Jegyzőkönyv | 1× 3×         | Spens Sports Center, Újvidék Nézőszám: 3500 Játékvezetők: Horáček, Novotný (CZE) |

| 2012. január 18. 20:15 | Spanyolország | 24–24       | Magyarország      | Spens Sports Center, Újvidék Nézőszám: 4500 Játékvezetők: Geipel, Helbig (GER) |
| 2012. január 18. 20:15 | Cañellas 6    | (11–12)     | Császár, Mocsai 7 | Spens Sports Center, Újvidék Nézőszám: 4500 Játékvezetők: Geipel, Helbig (GER) |
| 2012. január 18. 20:15 | 3×            | Jegyzőkönyv | 5× 4× 1×          | Spens Sports Center, Újvidék Nézőszám: 4500 Játékvezetők: Geipel, Helbig (GER) |

| 2012. január 20. 18:15 | Spanyolország | 30–27       | Oroszország | Spens Sports Center, Újvidék Nézőszám: 4000 Játékvezetők: Nikolić, Stojković (SRB) |
| 2012. január 20. 18:15 | Parrondo 6    | (17–11)     | Igropulo 8  | Spens Sports Center, Újvidék Nézőszám: 4000 Játékvezetők: Nikolić, Stojković (SRB) |
| 2012. január 20. 18:15 | 3× 3×         | Jegyzőkönyv | 4× 4× 1×    | Spens Sports Center, Újvidék Nézőszám: 4000 Játékvezetők: Nikolić, Stojković (SRB) |

| 2012. január 20. 20:15 | Franciaország | 23–26       | Magyarország | Spens Sports Center, Újvidék Nézőszám: 5000 Játékvezetők: Nikolov, Nachevski (MKD) |
| 2012. január 20. 20:15 | Barachet 5    | (14–12)     | Zubai 6      | Spens Sports Center, Újvidék Nézőszám: 5000 Játékvezetők: Nikolov, Nachevski (MKD) |
| 2012. január 20. 20:15 | 2× 3×         | Jegyzőkönyv | 3× 3×        | Spens Sports Center, Újvidék Nézőszám: 5000 Játékvezetők: Nikolov, Nachevski (MKD) |

### D csoport
| Hely. | Csapat       | M | Gy | D | V | G+ | G– | Gk  | P | Továbbjutás |
| ----- | ------------ | - | -- | - | - | -- | -- | --- | - | ----------- |
| 1.    | Horvátország | 3 | 3  | 0 | 0 | 88 | 78 | +10 | 6 | Középdöntő  |
| 2.    | Szlovénia    | 3 | 1  | 0 | 2 | 90 | 91 | −1  | 2 | Középdöntő  |
| 3.    | Izland       | 3 | 1  | 0 | 2 | 95 | 97 | −2  | 2 | Középdöntő  |
| 4.    | Norvégia     | 3 | 1  | 0 | 2 | 80 | 87 | −7  | 2 |             |

| 2012. január 16. 18:10 | Norvégia        | 28–27       | Szlovénia       | Millennium Center, Versec Nézőszám: 3000 Játékvezetők: Horáček, Novotný (CZE) |
| 2012. január 16. 18:10 | három játékos 6 | (14–14)     | Zorman, Gajić 5 | Millennium Center, Versec Nézőszám: 3000 Játékvezetők: Horáček, Novotný (CZE) |
| 2012. január 16. 18:10 | 5× 3× 1×        | Jegyzőkönyv | 9× 2×           | Millennium Center, Versec Nézőszám: 3000 Játékvezetők: Horáček, Novotný (CZE) |

| 2012. január 16. 20:10 | Horvátország | 31–29       | Izland       | Millennium Center, Versec Nézőszám: 2500 Játékvezetők: Geipel, Helbig (GER) |
| 2012. január 16. 20:10 | Štrlek 8     | (14–15)     | Sigurðsson 8 | Millennium Center, Versec Nézőszám: 2500 Játékvezetők: Geipel, Helbig (GER) |
| 2012. január 16. 20:10 | 4× 3×        | Jegyzőkönyv | 4× 3×        | Millennium Center, Versec Nézőszám: 2500 Játékvezetők: Geipel, Helbig (GER) |

| 2012. január 18. 18:10 | Szlovénia | 29–31       | Horvátország | Millennium Center, Versec Nézőszám: 3800 Játékvezetők: Nikolov, Nachevski (MKD) |
| 2012. január 18. 18:10 | Gajić 8   | (12–16)     | Čupić 9      | Millennium Center, Versec Nézőszám: 3800 Játékvezetők: Nikolov, Nachevski (MKD) |
| 2012. január 18. 18:10 | 5× 4×     | Jegyzőkönyv | 4× 3×        | Millennium Center, Versec Nézőszám: 3800 Játékvezetők: Nikolov, Nachevski (MKD) |

| 2012. január 18. 20:10 | Izland       | 34–32       | Norvégia    | Millennium Center, Versec Nézőszám: 3000 Játékvezetők: Olesen, Pedersen (DEN) |
| 2012. január 18. 20:10 | Gunnarsson 9 | (18–20)     | Mamelund 10 | Millennium Center, Versec Nézőszám: 3000 Játékvezetők: Olesen, Pedersen (DEN) |
| 2012. január 18. 20:10 | 4× 3×        | Jegyzőkönyv | 4× 3×       | Millennium Center, Versec Nézőszám: 3000 Játékvezetők: Olesen, Pedersen (DEN) |

| 2012. január 20. 18:10 | Izland       | 32–34       | Szlovénia      | Millennium Center, Versec Nézőszám: 3800 Játékvezetők: Geipel, Helbig (GER) |
| 2012. január 20. 18:10 | Sigurðsson 9 | (13–17)     | Gajić, Skube 7 | Millennium Center, Versec Nézőszám: 3800 Játékvezetők: Geipel, Helbig (GER) |
| 2012. január 20. 18:10 | 3× 2×        | Jegyzőkönyv | 5× 3×          | Millennium Center, Versec Nézőszám: 3800 Játékvezetők: Geipel, Helbig (GER) |

| 2012. január 20. 20:10 | Horvátország | 26–20       | Norvégia   | Millennium Center, Versec Nézőszám: 3000 Játékvezetők: Dinu, Din (ROU) |
| 2012. január 20. 20:10 | Čupić 6      | (13–8)      | Mamelund 6 | Millennium Center, Versec Nézőszám: 3000 Játékvezetők: Dinu, Din (ROU) |
| 2012. január 20. 20:10 | 3× 3×        | Jegyzőkönyv | 7× 3×      | Millennium Center, Versec Nézőszám: 3000 Játékvezetők: Dinu, Din (ROU) |

## Középdöntő

### 1. csoport
| Hely. | Csapat        | M | Gy | D | V | G+  | G–  | Gk  | P | Továbbjutás |
| ----- | ------------- | - | -- | - | - | --- | --- | --- | - | ----------- |
| 1.    | Szerbia       | 5 | 3  | 1 | 1 | 110 | 104 | +6  | 7 | Elődöntők   |
| 2.    | Dánia         | 5 | 3  | 0 | 2 | 140 | 133 | +7  | 6 | Elődöntők   |
| 3.    | Macedónia     | 5 | 2  | 1 | 2 | 130 | 127 | +3  | 5 | 5. helyért  |
| 4.    | Németország   | 5 | 2  | 1 | 2 | 132 | 129 | +3  | 5 |             |
| 5.    | Lengyelország | 5 | 2  | 1 | 2 | 132 | 136 | −4  | 5 |             |
| 6.    | Svédország    | 5 | 0  | 2 | 3 | 124 | 139 | −15 | 2 |             |

| 2012. január 21. 16:15 | Lengyelország | 29–29       | Svédország | Belgrade Arena, Belgrád Nézőszám: 6003 Játékvezetők: Lazaar, Reveret (FRA) |
| 2012. január 21. 16:15 | Jaszka 8      | (9–20)      | Ekberg 7   | Belgrade Arena, Belgrád Nézőszám: 6003 Játékvezetők: Lazaar, Reveret (FRA) |
| 2012. január 21. 16:15 | 4× 2×         | Jegyzőkönyv | 3× 3×      | Belgrade Arena, Belgrád Nézőszám: 6003 Játékvezetők: Lazaar, Reveret (FRA) |

| 2012. január 21. 18:15 | Dánia     | 33–32       | Macedónia  | Belgrade Arena, Belgrád Nézőszám: 17 000 Játékvezetők: Raluy, Sabroso (ESP) |
| 2012. január 21. 18:15 | Hansen 12 | (16–19)     | Lazarov 13 | Belgrade Arena, Belgrád Nézőszám: 17 000 Játékvezetők: Raluy, Sabroso (ESP) |
| 2012. január 21. 18:15 | 3× 3×     | Jegyzőkönyv | 2× 2×      | Belgrade Arena, Belgrád Nézőszám: 17 000 Játékvezetők: Raluy, Sabroso (ESP) |

| 2012. január 21. 20:15 | Szerbia | 21–21       | Németország  | Belgrade Arena, Belgrád Nézőszám: 19 500 Játékvezetők: Abrahamsen, Kristiansen (NOR) |
| 2012. január 21. 20:15 | Ilić 6  | (12–7)      | Gensheimer 5 | Belgrade Arena, Belgrád Nézőszám: 19 500 Játékvezetők: Abrahamsen, Kristiansen (NOR) |
| 2012. január 21. 20:15 | 4× 3×   | Jegyzőkönyv | 4× 3×        | Belgrade Arena, Belgrád Nézőszám: 19 500 Játékvezetők: Abrahamsen, Kristiansen (NOR) |

| 2012. január 23. 16:20 | Lengyelország | 25–27       | Macedónia | Belgrade Arena, Belgrád Nézőszám: 18 700 Játékvezetők: Leifsson, Pálsson (ISL) |
| 2012. január 23. 16:20 | Jurecki 5     | (12–18)     | Lazarov 9 | Belgrade Arena, Belgrád Nézőszám: 18 700 Játékvezetők: Leifsson, Pálsson (ISL) |
| 2012. január 23. 16:20 | 5× 2×         | Jegyzőkönyv | 4× 3×     | Belgrade Arena, Belgrád Nézőszám: 18 700 Játékvezetők: Leifsson, Pálsson (ISL) |

| 2012. január 23. 18:20 | Dánia    | 28–26       | Németország    | Belgrade Arena, Belgrád Nézőszám: 7000 Játékvezetők: Krstić, Ljubič (SLO) |
| 2012. január 23. 18:20 | Eggert 7 | (17–14)     | négy játékos 4 | Belgrade Arena, Belgrád Nézőszám: 7000 Játékvezetők: Krstić, Ljubič (SLO) |
| 2012. január 23. 18:20 | 2× 3×    | Jegyzőkönyv | 3× 3×          | Belgrade Arena, Belgrád Nézőszám: 7000 Játékvezetők: Krstić, Ljubič (SLO) |

| 2012. január 23. 20:20 | Szerbia | 24–21       | Svédország        | Belgrade Arena, Belgrád Nézőszám: 17 000 Játékvezetők: Raluy, Sabroso (ESP) |
| 2012. január 23. 20:20 | Vujin 5 | (14–11)     | Ekdahl du Rietz 8 | Belgrade Arena, Belgrád Nézőszám: 17 000 Játékvezetők: Raluy, Sabroso (ESP) |
| 2012. január 23. 20:20 | 3× 3×   | Jegyzőkönyv | 3× 3×             | Belgrade Arena, Belgrád Nézőszám: 17 000 Játékvezetők: Raluy, Sabroso (ESP) |

| 2012. január 25. 16:15 | Lengyelország          | 33–32       | Németország       | Belgrade Arena, Belgrád Nézőszám: 1000 Játékvezetők: Raluy, Sabroso (ESP) |
| 2012. január 25. 16:15 | Jurecki, Kuchczynski 5 | (18–17)     | Klein, Sprenger 7 | Belgrade Arena, Belgrád Nézőszám: 1000 Játékvezetők: Raluy, Sabroso (ESP) |
| 2012. január 25. 16:15 | 4× 2×                  | Jegyzőkönyv | 8× 3× 1×          | Belgrade Arena, Belgrád Nézőszám: 1000 Játékvezetők: Raluy, Sabroso (ESP) |

| 2012. január 25. 18:15 | Dánia    | 31 - 24     | Svédország  | Belgrade Arena, Belgrád Nézőszám: 5200 Játékvezetők: Krstić, Ljubič (SLO) |
| 2012. január 25. 18:15 | Eggert 7 | (18-11)     | Andersson 8 | Belgrade Arena, Belgrád Nézőszám: 5200 Játékvezetők: Krstić, Ljubič (SLO) |
| 2012. január 25. 18:15 | 1× 3×    | Jegyzőkönyv | 5× 3×       | Belgrade Arena, Belgrád Nézőszám: 5200 Játékvezetők: Krstić, Ljubič (SLO) |

| 2012. január 25. 20:15 | Szerbia | 19–22       | Macedónia  | Belgrade Arena, Belgrád Nézőszám: 12 000 Játékvezetők: Abrahamsen, Kristiansen (NOR) |
| 2012. január 25. 20:15 | Vujin 5 | (10–11)     | Lazarov 10 | Belgrade Arena, Belgrád Nézőszám: 12 000 Játékvezetők: Abrahamsen, Kristiansen (NOR) |
| 2012. január 25. 20:15 | 1× 4×   | Jegyzőkönyv | 4× 2×      | Belgrade Arena, Belgrád Nézőszám: 12 000 Játékvezetők: Abrahamsen, Kristiansen (NOR) |

### 2. csoport
| Hely. | Csapat        | M | Gy | D | V | G+  | G–  | Gk  | P | Továbbjutás |
| ----- | ------------- | - | -- | - | - | --- | --- | --- | - | ----------- |
| 1.    | Spanyolország | 5 | 4  | 1 | 0 | 143 | 130 | +13 | 9 | Elődöntők   |
| 2.    | Horvátország  | 5 | 3  | 1 | 1 | 137 | 128 | +9  | 7 | Elődöntők   |
| 3.    | Szlovénia     | 5 | 2  | 0 | 3 | 153 | 156 | −3  | 4 | 5. helyért  |
| 4.    | Magyarország  | 5 | 1  | 2 | 2 | 125 | 130 | −5  | 4 |             |
| 5.    | Izland        | 5 | 1  | 1 | 3 | 143 | 146 | −3  | 3 |             |
| 6.    | Franciaország | 5 | 1  | 1 | 3 | 128 | 139 | −11 | 3 |             |

| 2012. január 22. 16:10 | Magyarország | 21–27       | Izland                | Spens Sports Center, Újvidék Nézőszám: 4500 Játékvezetők: Nikolić, Stojković (SRB) |
| 2012. január 22. 16:10 | Császár 7    | (10–14)     | Atlason, Sigurðsson 5 | Spens Sports Center, Újvidék Nézőszám: 4500 Játékvezetők: Nikolić, Stojković (SRB) |
| 2012. január 22. 16:10 | 4× 3×        | Jegyzőkönyv | 6× 3×                 | Spens Sports Center, Újvidék Nézőszám: 4500 Játékvezetők: Nikolić, Stojković (SRB) |

| 2012. január 22. 18:10 | Franciaország | 28–26       | Szlovénia | Spens Sports Center, Újvidék Nézőszám: 4700 Játékvezetők: Dinu, Din (ROU) |
| 2012. január 22. 18:10 | Barachet 6    | (14–15)     | Žvižej 6  | Spens Sports Center, Újvidék Nézőszám: 4700 Játékvezetők: Dinu, Din (ROU) |
| 2012. január 22. 18:10 | 3× 3×         | Jegyzőkönyv | 7× 3×     | Spens Sports Center, Újvidék Nézőszám: 4700 Játékvezetők: Dinu, Din (ROU) |

| 2012. január 22. 20:10 | Spanyolország | 24–22       | Horvátország | Spens Sports Center, Újvidék Nézőszám: 7500 Játékvezetők: Horáček, Novotný (CZE) |
| 2012. január 22. 20:10 | Tomás 5       | (11–14)     | Čupić 5      | Spens Sports Center, Újvidék Nézőszám: 7500 Játékvezetők: Horáček, Novotný (CZE) |
| 2012. január 22. 20:10 | 3× 3×         | Jegyzőkönyv | 3× 3×        | Spens Sports Center, Újvidék Nézőszám: 7500 Játékvezetők: Horáček, Novotný (CZE) |

| 2012. január 24. 16:10 | Spanyolország | 31–26       | Izland       | Spens Sports Center, Újvidék Nézőszám: 2500 Játékvezetők: Nikolov, Nachevski (MKD) |
| 2012. január 24. 16:10 | Aguinagalde 5 | (17–13)     | Sigurðsson 6 | Spens Sports Center, Újvidék Nézőszám: 2500 Játékvezetők: Nikolov, Nachevski (MKD) |
| 2012. január 24. 16:10 | 2× 3×         | Jegyzőkönyv | 2× 3×        | Spens Sports Center, Újvidék Nézőszám: 2500 Játékvezetők: Nikolov, Nachevski (MKD) |

| 2012. január 24. 18:10 | Franciaország         | 22–29       | Horvátország     | Spens Sports Center, Újvidék Nézőszám: 7500 Játékvezetők: Abrahamsen, Kristiansen (NOR) |
| 2012. január 24. 18:10 | Fernandez, Barachet 4 | (12–11)     | Kopljar, Čupić 7 | Spens Sports Center, Újvidék Nézőszám: 7500 Játékvezetők: Abrahamsen, Kristiansen (NOR) |
| 2012. január 24. 18:10 | 2× 3×                 | Jegyzőkönyv | 3× 3×            | Spens Sports Center, Újvidék Nézőszám: 7500 Játékvezetők: Abrahamsen, Kristiansen (NOR) |

| 2012. január 24. 20:10 | Magyarország | 30–32       | Szlovénia | Spens Sports Center, Újvidék Nézőszám: 6800 Játékvezetők: Geipel, Helbig (GER) |
| 2012. január 24. 20:10 | Putics 7     | (13–14)     | Gajić 13  | Spens Sports Center, Újvidék Nézőszám: 6800 Játékvezetők: Geipel, Helbig (GER) |
| 2012. január 24. 20:10 | 5× 3× 1×     | Jegyzőkönyv | 6× 4×     | Spens Sports Center, Újvidék Nézőszám: 6800 Játékvezetők: Geipel, Helbig (GER) |

| 2012. január 25. 16:10 | Franciaország | 29–29       | Izland       | Spens Sports Center, Újvidék Nézőszám: 2800 Játékvezetők: Nikolić, Stojković (SRB) |
| 2012. január 25. 16:10 | Accambray 10  | (11–15)     | Sigurðsson 5 | Spens Sports Center, Újvidék Nézőszám: 2800 Játékvezetők: Nikolić, Stojković (SRB) |
| 2012. január 25. 16:10 | 2× 3×         | Jegyzőkönyv | 1× 3×        | Spens Sports Center, Újvidék Nézőszám: 2800 Játékvezetők: Nikolić, Stojković (SRB) |

| 2012. január 25. 18:10 | Spanyolország | 35–32       | Szlovénia | Spens Sports Center, Újvidék Nézőszám: 3200 Játékvezetők: Geipel, Helbig (GER) |
| 2012. január 25. 18:10 | Romero 7      | (15–15)     | Žvižej 7  | Spens Sports Center, Újvidék Nézőszám: 3200 Játékvezetők: Geipel, Helbig (GER) |
| 2012. január 25. 18:10 | 3×            | Jegyzőkönyv | 3× 3×     | Spens Sports Center, Újvidék Nézőszám: 3200 Játékvezetők: Geipel, Helbig (GER) |

| 2012. január 25. 20:10 | Magyarország | 24–24       | Horvátország | Spens Sports Center, Újvidék Nézőszám: 5500 Játékvezetők: Din, Dinu (ROU) |
| 2012. január 25. 20:10 | Császár 14   | (13–12)     | Horvat 11    | Spens Sports Center, Újvidék Nézőszám: 5500 Játékvezetők: Din, Dinu (ROU) |
| 2012. január 25. 20:10 | 3× 2×        | Jegyzőkönyv | 4× 4×        | Spens Sports Center, Újvidék Nézőszám: 5500 Játékvezetők: Din, Dinu (ROU) |

## Helyosztók
|  |                      |               |           |                      |    |         |         |       |
|  | Elődöntők            | Elődöntők     | Elődöntők |                      |    | Döntő   | Döntő   | Döntő |
|  | Elődöntők            | Elődöntők     | Elődöntők |                      |    | Döntő   | Döntő   | Döntő |
|  | január 27. – Belgrád |               |           |                      |    |         |         |       |
|  |                      |               |           |                      |    |         |         |       |
|  | I/1.                 | Szerbia       | 26        |                      |    |         |         |       |
|  | I/1.                 | Szerbia       | 26        | január 29. – Belgrád |    |         |         |       |
|  | II/2.                | Horvátország  | 22        |                      |    |         |         |       |
|  | II/2.                | Horvátország  | 22        |                      |    | Szerbia | Szerbia | 19    |
|  | január 27. – Belgrád |               |           |                      |    | Szerbia | Szerbia | 19    |
|  |                      |               | Dánia     | Dánia                | 21 |         |         |       |
|  | II/1.                | Dánia         | Dánia     | Dánia                | 21 | 25      |         |       |
|  | II/1.                | Dánia         |           |                      |    |         |         |       |
|  | I/2.                 | Spanyolország | 24        |                      |    |         |         |       |
|  | I/2.                 | Spanyolország | 24        | Bronzmérkőzés        |    |         |         |       |
|  |                      |               |           |                      |    |         |         |       |
|  | január 29. – Belgrád |               |           |                      |    |         |         |       |
|  |                      |               |           |                      |    |         |         |       |
|  | Horvátország         | Horvátország  | 31        |                      |    |         |         |       |
|  | Horvátország         | Horvátország  | 31        |                      |    |         |         |       |
|  | Spanyolország        | Spanyolország | 27        |                      |    |         |         |       |
|  | Spanyolország        | Spanyolország | 27        |                      |    |         |         |       |

### Elődöntők
| 2012. január 27. 17:45 | Dánia     | 25–24       | Spanyolország | Belgrád Arena, Belgrád Nézőszám: 14 000 Játékvezetők: Krstić, Ljubič (SLO) |
| 2012. január 27. 17:45 | Schmidt 6 | (12–10)     | Aguinagalde 5 | Belgrád Arena, Belgrád Nézőszám: 14 000 Játékvezetők: Krstić, Ljubič (SLO) |
| 2012. január 27. 17:45 | 3× 4×     | Jegyzőkönyv | 3× 3×         | Belgrád Arena, Belgrád Nézőszám: 14 000 Játékvezetők: Krstić, Ljubič (SLO) |

| 2012. január 27. 20:15 | Szerbia | 26–22       | Horvátország | Belgrád Arena, Belgrád Nézőszám: 20 000 Játékvezetők: Lazaar, Reveret (FRA) |
| 2012. január 27. 20:15 | Ilić 8  | (13–14)     | Kopljar 7    | Belgrád Arena, Belgrád Nézőszám: 20 000 Játékvezetők: Lazaar, Reveret (FRA) |
| 2012. január 27. 20:15 | 3× 3×   | Jegyzőkönyv | 2× 3×        | Belgrád Arena, Belgrád Nézőszám: 20 000 Játékvezetők: Lazaar, Reveret (FRA) |

### Az 5. helyért
| 2012. január 27. 15:15 | Macedónia | 28–27       | Szlovénia | Belgrád Arena, Belgrád Nézőszám: 5500 Játékvezetők: Raluy, Sabroso (ESP) |
| 2012. január 27. 15:15 | Lazarov 8 | (16–12)     | Dolenec 7 | Belgrád Arena, Belgrád Nézőszám: 5500 Játékvezetők: Raluy, Sabroso (ESP) |
| 2012. január 27. 15:15 | 5× 3×     | Jegyzőkönyv | 6× 3×     | Belgrád Arena, Belgrád Nézőszám: 5500 Játékvezetők: Raluy, Sabroso (ESP) |

### Bronzmérkőzés
| 2012. január 29. 14:30 | Horvátország      | 31–27       | Spanyolország | Belgrád Arena, Belgrád Nézőszám: 8500 Játékvezetők: Geipel, Helbig (GER) |
| 2012. január 29. 14:30 | Lacković, Čupić 7 | (13–12)     | Sarmiento 7   | Belgrád Arena, Belgrád Nézőszám: 8500 Játékvezetők: Geipel, Helbig (GER) |
| 2012. január 29. 14:30 | 5× 3×             | Jegyzőkönyv | 2× 3×         | Belgrád Arena, Belgrád Nézőszám: 8500 Játékvezetők: Geipel, Helbig (GER) |

### Döntő
| 2012. január 29. 17:00 | Szerbia      | 19–21       | Dánia    | Belgrád Arena, Belgrád Nézőszám: 20 000 Játékvezetők: Abrahamsen, Kristiansen (NOR) |
| 2012. január 29. 17:00 | Prodanović 4 | (7–9)       | Hansen 9 | Belgrád Arena, Belgrád Nézőszám: 20 000 Játékvezetők: Abrahamsen, Kristiansen (NOR) |
| 2012. január 29. 17:00 | 4× 1×        | Jegyzőkönyv | 3× 2×    | Belgrád Arena, Belgrád Nézőszám: 20 000 Játékvezetők: Abrahamsen, Kristiansen (NOR) |

| A 2012-es férfi kézilabda-Európa-bajnokság győztese |
| --------------------------------------------------- |
| · Dánia · 2. cím                                    |

## Végeredmény
Az Európa-bajnokságon csak az első hat helyért játszottak helyosztó mérkőzéseket. A további sorrend meghatározása az EHF versenyszabályzata alapján a következők szerint történt:
1. jobb csoportbeli helyezés a középdöntőben, illetve a csoportkörben
2. több szerzett pont
3. jobb gólkülönbség az összes mérkőzésen
4. több szerzett gól az összes mérkőzésen

| Hely. | Csapat          | M | Gy | D | V | G+  | G–  | Gk  | P  |
| ----- | --------------- | - | -- | - | - | --- | --- | --- | -- |
|       | Dánia           | 8 | 6  | 0 | 2 | 216 | 201 | +15 | 12 |
|       | Szerbia (R)     | 8 | 4  | 2 | 2 | 176 | 168 | +8  | 10 |
|       | Horvátország    | 8 | 5  | 1 | 2 | 216 | 201 | +15 | 11 |
| 4.    | Spanyolország   | 8 | 5  | 1 | 2 | 224 | 213 | +11 | 11 |
|       |                 |   |    |   |   |     |     |     |    |
| 5.    | Észak-Macedónia | 7 | 4  | 1 | 2 | 185 | 175 | +10 | 9  |
| 6.    | Szlovénia       | 7 | 2  | 0 | 5 | 207 | 212 | −5  | 4  |
| 7.    | Németország     | 6 | 2  | 1 | 3 | 156 | 156 | 0   | 5  |
| 8.    | Magyarország    | 6 | 1  | 3 | 2 | 156 | 161 | −5  | 5  |
| 9.    | Lengyelország   | 6 | 3  | 1 | 2 | 173 | 160 | +13 | 7  |
| 10.   | Izland          | 6 | 2  | 1 | 3 | 177 | 178 | −1  | 5  |
| 11.   | Franciaország   | 6 | 2  | 1 | 3 | 156 | 163 | −7  | 5  |
| 12.   | Svédország      | 6 | 1  | 2 | 3 | 157 | 168 | −11 | 4  |
|       |                 |   |    |   |   |     |     |     |    |
| 13.   | Norvégia        | 3 | 1  | 0 | 2 | 80  | 87  | −7  | 2  |
| 14.   | Csehország      | 3 | 1  | 0 | 2 | 77  | 84  | −7  | 2  |
| 15.   | Oroszország     | 3 | 0  | 1 | 2 | 82  | 89  | −7  | 1  |
| 16.   | Szlovákia       | 3 | 0  | 1 | 2 | 70  | 92  | −22 | 1  |

- Dánia, Szerbia és Horvátország kijutott a 2013-as kézilabda-világbajnokságra.
- Dánia, Szerbia és Macedónia részvételi jogot szerzett a 2012-es nyári olimpia selejtezőjére.

## All-star csapat
| Poszt      | Név                     | Ország       |
| ---------- | ----------------------- | ------------ |
| Kapus      | Darko Stanić            | Szerbia      |
| Balszélső  | Guðjón Valur Sigurðsson | Izland       |
| Balátlövő  | Mikkel Hansen           | Dánia        |
| Irányító   | Uroš Zorman             | Szlovénia    |
| Beálló     | René Toft Hansen        | Dánia        |
| Jobbátlövő | Marko Kopljar           | Horvátország |
| Jobbszélső | Christian Sprenger      | Németország  |